# Estación Concepción
Estación Concepción är centralstationen i Concepción i Chile och byggdes som en ersättning för den gamla centralstationen Estación Central de Concepción och invigdes år 2000. Vid denna station trafikeras ett regionaltåg som förbinder Concepción med La Laja, Talcamávida och Renaico (linjen kallas ofta "Corto Laja") samt även pendeltågen på Biotrén, ett pendeltågssystem som trafikerar Concepción och närliggande kommuner. Utanför stationen finns även en hållplats för Biobús samt andra lokala busslinjer. Stationen ligger i centrala Concepción på Avenida Padre Alberto Hurtado.
Båda linjerna i Biotréns system trafikerar stationen: dels linje 1, där stationen ligger mittemellan de båda ändstationerna, dels linje 2, där Estación Concepción utgör den ena ändstationen på linjen.

## Källa
Den här artikeln är helt eller delvis baserad på material från spanskspråkiga Wikipedia.